# Los Pozones
Los Pozones es uno de los sectores que conforman la ciudad de Cabimas en el estado Zulia, Venezuela. Pertenece a la parroquia Germán Ríos Linares.
Su nombre es debido a las lagunas naturales y a los pozos de extracción de arcilla usados como materia prima para la empresa Alfarería Cabimas.

## Ubicación
Se encuentra entre los sectores Bello Monte (Cabimas) al oeste (Av 32), una laguna al norte y al este,  el sector Los Hornitos al este y el Barrio Luis Fuenmayor al sur (carretera G).

## Zona Residencial
Originalmente parte de la Laguna El Mene, Los Pozones comenzó a ser utilizado como fuente de arcilla para la empresa Alfarería Cabimas, ubicada en el sector Bello Monte. En los años 70 era un lugar conocido por sus profundos pozos de agua de la laguna. Al lado de estos pozos nació el callejón Los Pozones que fue el origen del sector, al este de la Av 32 y al norte de la carretera G, ya para los años 80 era un sector.

## Transporte
Se puede llegar en Bello Monte o con vehículos que vayan rumbo a Ciudad Sucre (Cabimas).